# Прокарбазин
Прокарбазин — противоопухолевый препарат, алкилирующее соединение из группы метилгидразинов.

## Фармакологическое действие
Механизм действия прокарбазина с точностью не изучен. Препарат ингибирует синтез белков, ДНК и РНК, нарушая процессы трансметилирования — переноса метильных радикалов с метионина на транспортную РНК (тРНК). Отсутствие нормально функционирующей т-РНК вызывает нарушение синтеза ДНК, РНК и белков (относится к S-фазоспецифичным средствам). Важным компонентом в механизме действия является образование перекиси водорода в результате аутооксигенации. Перекись водорода, взаимодействуя с сульфгидрильными группировками тканевых белков, способствует более плотной спирализации молекулы ДНК и затруднению процессов транскрипции.
Блокирует активность МАО, что вызывает накопление тирамина и, как следствие, увеличение содержания норадреналина в окончаниях симпатической нервной системы и повышение АД.

## Фармакокинетика

### Всасывание и распределение
После приема внутрь, быстро и полностью всасывается из ЖКТ. Cmax достигается в течение 30-60 мин. Проникает через ГЭБ.

### Метаболизм
Метаболизируется в печени и почках с образованием активных метаболитов. T1/2 составляет 10 мин.

### Выведение
Выводится преимущественно почками (70 % экскретируется с мочой за 24 ч, главным образом в виде N-изопропилтерефталевой кислоты, менее 5 % — в неизмененном виде) и легкими в виде метана и углекислого газа.

## Показания к применению прокарбазина
- болезнь Ходжкина (лимфогранулематоз);
- неходжкинские лимфомы;
- ретикулосаркома;
- хронический лимфолейкоз;
- болезнь Брилла-Симмерса;
- злокачественные опухоли головного мозга (нейробластома и медуллобластома).

## Режим дозирования
Назначают внутрь, после приема пищи. При выборе дозы и схемы применения препарата в каждом индивидуальном случае следует обращаться к специальной литературе.
При монотерапии начальная доза Натулана составляет 50 мг с последующим ежедневным увеличением на 50 мг до суточной дозы 250—300 мг. Частота приема — 1-3, ежедневно в течение 15-20 дней или до развития лейкопении и тромбоцитопении. При развитии терапевтического эффекта дозу постепенно уменьшают до поддерживающей, обычно до 150-50 мг/ Общая доза на курс лечения, как правило, составляет 4-7 г.
В комбинации с другими противоопухолевыми препаратами Натулан назначают в дозе 100 мг/м2 ежедневно в течение 10-14 дней.

## Побочное действие
Со стороны системы кроветворения: лейкопения, тромбоцитопения, эозинофилия, гемолитическая анемия, кровотечения и кровоизлияния.
Со стороны пищеварительной системы: тошнота, рвота, анорексия, дисфагия, сухость во рту, диарея, запор, боль в животе, стоматит, нарушение функции печени, холестатическая желтуха.
Со стороны ЦНС и периферической нервной системы: головная боль, головокружение, парестезия, периферическая невропатия, повышенная возбудимость, гипоманиакальные и маниакальные состояния, судороги, галлюцинации, депрессия, кошмарные сновидения, повышенная утомляемость, спутанность сознания, кома, слабость; редко — атаксия.
Со стороны органов чувств: диплопия, нистагм, светобоязнь, отек зрительного нерва, внутриглазное кровоизлияние, ослабление слуха.
Со стороны сердечно-сосудистой системы: снижение АД, тахикардия, синкопе.
Со стороны дыхательной системы: пневмонит, плеврит, кашель.
Со стороны мочевыделительной системы: нарушение функции почек, гематурия, аменорея, азооспермия.
Дерматологические реакции: дерматит, кожный зуд, сыпь, крапивница, алопеция, гиперпигментация, ощущение приливов жара или покраснение лица.
Со стороны костно-мышечной системы: артралгия, миалгия, тремор.
Прочие: иммуносупрессия (присоединение инфекций), повышение температуры, гинекомастия, риск развития вторичных злокачественных опухолей, аллергические реакции.

## Противопоказания к применению прокарбазина
- гипоплазия костного мозга;
- выраженные нарушения функции почек и/или печени;
- феохромоцитома;
- беременность;
- период лактации;
- повышенная чувствительность к компонентам препарата.

С осторожностью следует применять препарат при аритмиях и других сердечно-сосудистых заболеваниях, сахарном диабете, гипертиреозе, сосудистых заболеваниях головного мозга, параноидной шизофрении и других состояниях, сопровождающихся повышенной возбудимостью, эпилепсии, алкоголизме, паркинсонизме, ветряной оспе, опоясывающем герпесе, других системных инфекциях, хронических вирусных заболеваниях, предшествующей цитотоксической или лучевой терапии, симпатэктомии в анамнезе, у пациентов пожилого возраста.

### Применение прокарбазина при беременности и кормлении грудью
Препарат противопоказан к применению при беременности и в период лактации (грудного вскармливания).
Мужчинам и женщинам детородного возраста во время лечения прокарбазином и как минимум в течение 3 мес после следует применять надежные методы контрацепции.

### Применение при нарушениях функции печени
Противопоказано применение при выраженных нарушениях функции печени.

### Применение при нарушениях функции почек
Противопоказано применение при выраженных нарушениях функции почек.

### Применение у пожилых пациентов
С осторожностью следует применять препарат у пациентов пожилого возраста.

## Особые указания
Лечение прокарбазином проводят под наблюдением врача, имеющего опыт применения противоопухолевых лекарственных средств.
Во время терапии прокарбазином необходим тщательный контроль гематологических (до начала лечения, затем 1 раз в 3-4 дня) и биохимических (до начала лечения, затем 1 раз в неделю) показателей крови.
При появлении нарушений со стороны нервной системы (парестезии, периферическая невропатия, спутанность сознания), лейкопении (<4000/мкл), тромбоцитопении (<100 000/мкл), аллергических реакций, стоматита, диареи, повышенной кровоточивости или кровотечений лечение прокарбазином следует немедленно прекратить.
В период лечения противопоказано употребление алкоголя, снотворных (барбитураты, бензодиазепины) и симпатомиметических средств. Из рациона следует исключить продукты с повышенным содержанием тирамина (выдержанные сыры, вино, пиво, дрожжевые/белковые экстракты, йогурт, бананы).

## Влияние на способность к вождению автотранспорта и управлению механизмами
Во время лечения прокарбазином необходимо соблюдать осторожность при вождении автомобиля и занятиях другими потенциально опасными видами деятельности, требующими повышенной концентрации внимания и быстроты психомоторных реакций.

## Передозировка
Симптомы: тошнота, рвота, энтерит, диарея, снижение АД, тремор, судороги, кома, выраженное угнетение костномозгового кроветворения, нарушение функции печени.
Лечение: индукция рвоты или промывание желудка (в первый час после передозировки), симптоматическая терапия, мониторинг жизненно важных функций (во время признаков передозировки и в течение как минимум 2 недель после нормализации состояния больного).

## Лекарственное взаимодействие
При одновременном применении других миелотоксичных препаратов и лучевой терапии возможно аддитивное угнетение функции костного мозга.
Прокарбазин повышает активность симпатомиметиков, барбитуратов, антигистаминных, наркотических, гипотензивных лекарственных средств, трициклических антидепрессантов и производных фенотиазина.
При одновременном применении прокарбазин потенцирует действие гипогликемических средств и противосудорожных лекарственных средств.
При одновременном применении НПВС повышают риск развития кровотечений.
Прокарбазин несовместим с этиловым спиртом (возможно развитие дисульфирамоподобной реакции).

## Условия отпуска из аптек
Препарат отпускается по рецепту.

## Условия и сроки хранения
Список А. Препарат следует хранить в недоступном для детей, сухом месте при температуре не выше 25°С. Срок годности — 3 года.